# Hà Thượng Nhân
Hà Thượng Nhân (1920 - 11 tháng 10 năm 2011) là bút hiệu của nhà thơ Phạm Xuân Ninh, nguyên danh Hoàng Sĩ Trinh.

## Thân thế
Ông quê ở làng Hà Thượng, huyện Hậu Lộc, tỉnh Thanh Hóa.

## Hoạt động trong quân đội
Ông từng dạy học ở trường Dũng Lạc (Hà Nội) và trường Thiếu sinh quân (Liên khu IV) rồi theo Kháng chiến nhưng đến năm 1952 thì ông về thành rồi di cư vào Nam. Ông gia nhập Quân đội Quốc gia Việt Nam, thăng đến cấp trung tá.
Dưới thời Đệ Nhất Cộng hòa ông soạn tập Sơ thảo lý thuyết chiến tranh tâm lý và đảm nhiệm Nha Chiến tranh Tâm lý. Cơ quan này sau phát triển thành Tổng cục Chiến tranh Chính trị của Việt Nam Cộng hòa.

## Đóng góp văn học
Ông làm giám đốc Đài Phát thanh Quốc gia, chủ bút rồi chủ nhiệm nhật báo Tiền tuyến lúc đầu do Cục Tâm lý chiến đảm nhiệm, sau của tập thể Quân lực Việt Nam Cộng hòa. Với nhật báo Tự do ông thường góp bài dưới bút hiệu Tiểu Nhã và phụ trách mục thơ châm biếm "Đàn ngang cung". Bút hiệu khác của ông là Nam Phương Sóc trên báo Ngôn luận. Ông là thành viên của Trung tâm Văn bút Việt Nam.
Về tài văn thơ, ông có biệt tài làm thơ trào lộng nhưng khi còn trẻ tuổi ông cũng sính thơ Đường. Khi vào Huế trong một cuộc chơi thơ, ông có ứng khẩu một bài thơ vịnh "trăng thu" mà được cụ Ưng Bình chấm là hay nhất và khen: 
"Trăm mặt thẹn thua chàng tuổi trẻ
"Một bài cũng đủ gọi Thi-ông."
Ông từng được Phủ Quốc vụ khanh Văn hóa của Việt Nam Cộng hòa đề cử làm giám khảo Giải Văn học Nghệ thuật toàn quốc, bộ môn Thơ.
Sau năm 1975 ông bị bắt đi học tập cải tạo cho đến năm 1983 mới được thả và sang định cư ở Hoa Kỳ năm 1990 dưới diện H.O.. Ông mất năm 2011 tại San Jose, California, thọ 91 tuổi.

## Tác phẩm
- Bên Trời Lận Đận
- Thơ Hà Thượng Nhân
- Mấy gã làng ngang - Viết cùng Cà Tếu, CH - Số zách, Thụy Bảo và Trạng Đớp